# TV Bahia
TV Bahia é uma estação de televisão brasileira com sede em Salvador, capital do estado da Bahia. Opera no canal 11 (29 UHF digital) e é afiliada à TV Globo. É a cabeça de rede da Rede Bahia de Televisão, rede de televisão estadual pertencente ao conglomerado de mesmo nome, composta por mais cinco emissoras no interior do estado. Seu sinal terrestre, através da estação em Salvador e de repetidoras, alcança 133 municípios do estado. Atualmente, além de ser a emissora mais assistida em Salvador, detém a maior audiência entre as emissoras da Globo no Brasil.
A TV Bahia é a quarta emissora de televisão mais antiga da Bahia, tendo começado oficialmente as suas transmissões dez meses após receber a outorga do canal 11 VHF de Salvador pelo governo federal, em 10 de março de 1985. Foi inaugurada como uma afiliada da Rede Manchete, iniciando suas operações com os equipamentos mais modernos entre as estações de televisão do estado à época.
Tornou-se parceira da Rede Globo em 1987, após um conturbado processo de transição, marcado por uma longa disputa judicial e política iniciada pelos proprietários da TV Aratu. Com a afiliação à Globo, a TV Bahia realizou a primeira grande expansão de sua programação local, estreando três edições do hoje tradicional telejornal BATV e o seu primeiro jornalístico matinal, o Jornal da Manhã. A afiliação com a rede carioca transformou a TV Bahia na emissora de maior audiência da Bahia.

## História

### Antecedentes (1984–1985)

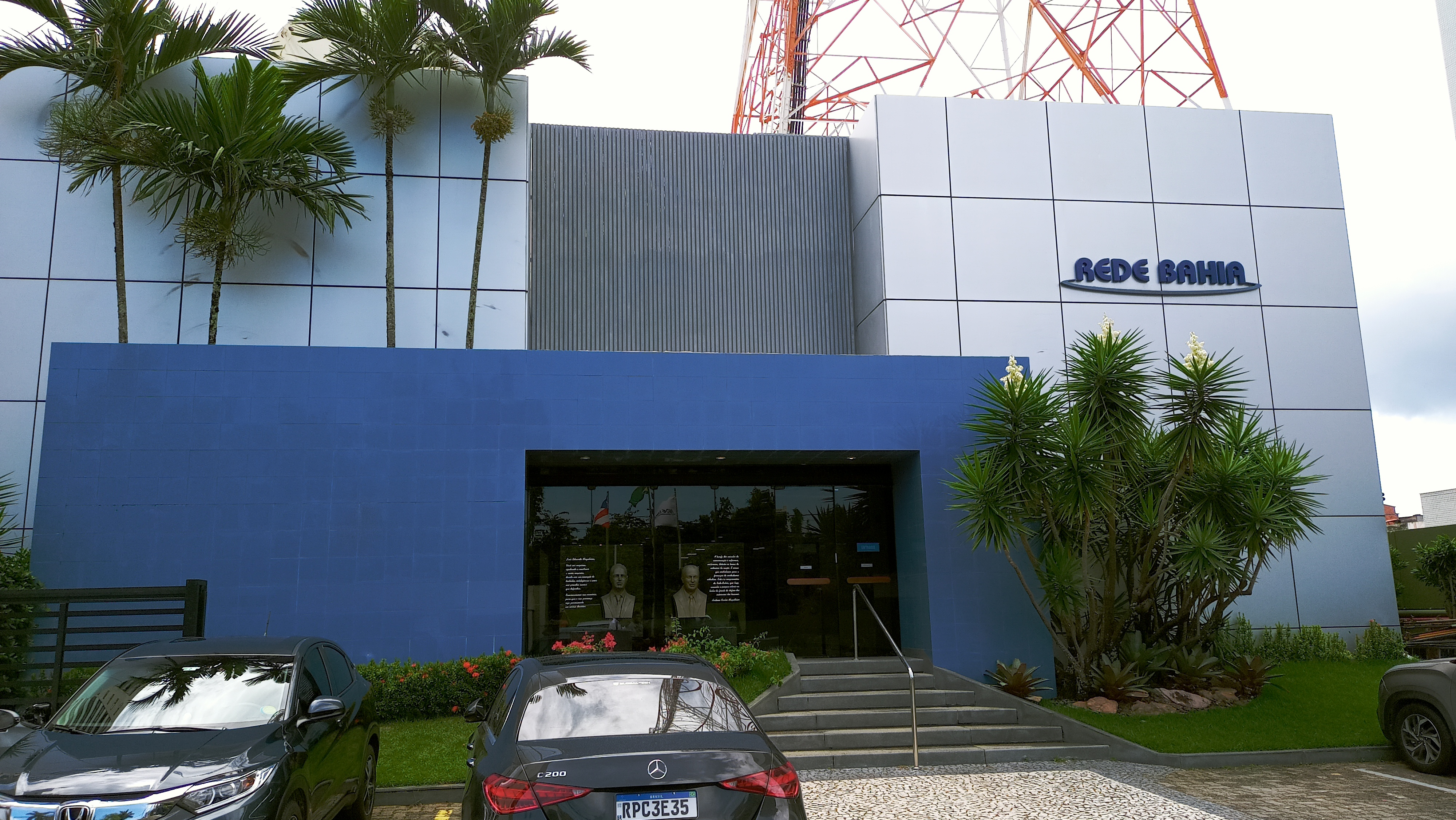
Prédio construído em 1985 no bairro da Federação para abrigar as instalações da TV Bahia; atualmente é sede de todas as empresas do grupo

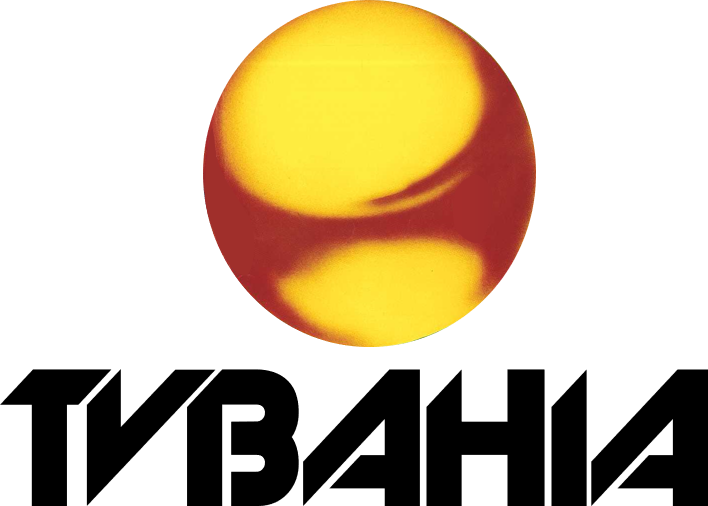
Primeiro logotipo da emissora, utilizado de 1985 a 1991. O símbolo representava o sol, em referência ao slogan Está nascendo um novo sol na Bahia, e na primeira vinheta da TV Bahia, era derivado de uma das esferas das extremidades do "M", logotipo da Rede Manchete

A Televisão Bahia Ltda. recebeu a outorga para explorar o serviço de radiodifusão de sons e imagens em 7 de maio de 1984, através de um decreto do então presidente João Figueiredo. Inicialmente, os principais acionistas da emissora eram os empresários ACM Júnior e César Mata Pires. A empresa, que conseguiu a autorização para operar no canal 11 VHF de Salvador, também tinha como sócios Luís Eduardo Magalhães e Oscar Maron.
Em agosto do mesmo ano, no entanto, foi noticiado que o Governo Federal avaliou cassar a concessão da futura estação devido à adoção de uma postura crítica ao regime por parte do ex-governador Antônio Carlos Magalhães (parente de parte dos acionistas da empresa), o que inicialmente, prejudicou as negociações de afiliação com a Rede Manchete.
Por fim, a outorga foi mantida, e a criação da TV Bahia foi oficialmente anunciada ao mercado em 9 de janeiro de 1985, em um jantar realizado no Clube Bahiano de Tênis. A nova emissora soteropolitana seria a primeira parceira da Rede Manchete na Bahia, e o evento contou com uma palestra de Rubens Furtado, então diretor-geral da rede carioca.
A TV Bahia foi instalada com os equipamentos mais modernos entre as estações de televisão do estado da Bahia à época. Em seus primórdios, a emissora tinha cinco ilhas de edições, equipamentos de VT de última geração, um transmissor de 300 kW de potência e a antena de transmissão de TV mais alta do Norte e Nordeste do Brasil, além de empregar 100 funcionários diretos. Em 2 de fevereiro, dia da Festa de Iemanjá, a TV Bahia realizou suas primeiras operações experimentais no canal 11.

### Rede Manchete (1985–1987)
Inicialmente, a TV Bahia iniciaria suas atividades em 28 de fevereiro de 1985, mas a inauguração foi adiada. A estação foi finalmente inaugurada em 10 de março de 1985, entrando no ar às 18h45 daquele dia, com a transmissão de uma cerimônia que contou com a apresentação de Xuxa Meneghel, então líder do Clube da Criança na Rede Manchete, e a presença de diversas autoridades, como o governador João Durval Carneiro, o ex-governador Antônio Carlos Magalhães e o Arcebispo de Salvador e Primaz do Brasil Dom Avelar Brandão Vilela.
Após a cerimônia, foi exibido o programa inaugural da TV Bahia: Bahia de Todos Nós, um documentário dirigido pelo cineasta Nelson Pereira dos Santos. O primeiro programa local exibido após a inauguração da emissora foi o jornalístico esportivo Manchete Esportiva Bahia, versão local do programa homônimo da Rede Manchete, transmitido ao vivo às 12h30 de 11 de março de 1985 e apresentado por Ivan Pedro.
A TV Bahia iniciou suas atividades com cobertura, para além da região metropolitana de Salvador, em 56 cidades do interior da Bahia, incluindo Feira de Santana (canal 8), Ilhéus (canal 13), Itabuna (canal 9), Jequié (canal 2) e Vitória da Conquista (canal 10).  A retransmissão da programação para o interior do estado era feita através de estações repetidoras mantidas pelo Departamento de Telecomunicações do Estado da Bahia (Detelba) que utilizavam enlaces de micro-ondas da Telebahia, mesma estrutura utilizada pelas outras emissoras da capital.
No primeiro ano de existência, a TV Bahia conquistou índices expressivos de audiência na medição do IBOPE em Salvador. No primeiro mês, o Manchete Esportiva Bahia alcançou por diversas vezes a vice-liderança, superando o tradicional Telesportes, da TV Itapoan. Ainda em março, a TV Bahia foi líder de audiência no fim de noite das terças-feiras. Durante o ano, a estação também chegou à vice-liderança em diversos programas, incluindo o Bahia em Manchete.

### TV Globo (1987–presente)
Em 10 de novembro de 1986, a Rede Globo oficializou a não renovação do contrato de afiliação com a TV Aratu, sua então afiliada desde 1969, determinando que a emissora deixasse de transmitir sua programação em 20 de janeiro de 1987, após o término da prorrogação do fim do convênio. A rede já havia manifestado à TV Aratu sua intenção de não mantê-la como afiliada em 24 de fevereiro daquele ano, alegando insatisfação existente desde 1984 em relação a problemas técnicos e comerciais da então afiliada baiana. A emissora escolhida para substituir a TV Aratu foi a TV Bahia. Como a decisão final da Globo ocorreu um mês antes da compra da NEC do Brasil pelo Grupo Globo, em dezembro daquele ano, um grupo de adversários de ACM, ao qual era ligada a TV Aratu, levantaram suspeitas de que a decisão de Roberto Marinho teria sido uma forma de agradecer por um suposto apoio do ministro na transação, com o objetivo de tentar reverter a perda da afiliação.
Em 13 de janeiro de 1987, o deputado federal pela Bahia Luís Viana Neto, do então Partido do Movimento Democrático Brasileiro (PMDB), um dos acionistas da TV Aratu e integrante do grupo político do então governador Waldir Pires, foi até Brasília junto a outros 19 deputados para reclamar com o presidente José Sarney a respeito da situação. Em 15 de janeiro, o juiz Luiz Fux, da 9.ª Vara Cível do Rio de Janeiro, concedeu a TV Aratu uma liminar que impedia a TV Bahia de retransmitir o sinal da Globo. A liminar foi derrubada em 23 de janeiro, após a TV Globo impetrar um mandado de segurança no Tribunal de Justiça do Estado do Rio de Janeiro para assegurar a transmissão da sua programação pela TV Bahia. Às 17h58, durante a exibição de um capítulo de Locomotivas, a TV Bahia deu início à retransmissão da Globo, após exibir um comunicado informando sobre a nova afiliação, que também foi anunciada oficialmente na edição daquela noite do Jornal Nacional. A TV Aratu, no entanto, ignorou a decisão, o que fez com que o público baiano tivesse duas opções de canais para assistir a Globo por três dias seguidos em todo o estado.

Logotipo utilizado pela emissora entre 1998 e 2025

Por ordem do Departamento Nacional de Telecomunicações (DENTEL), a TV Aratu foi obrigada a deixar de transmitir a programação da Globo em 26 de janeiro. A emissora, então, passou a transmitir a programação da Rede Manchete, e continuou na justiça tentando anular o mandado de segurança da Globo. Em 31 de março, os desembargadores Jorge Loretti, Narciso Pinto e Astrogildo Freitas da 5.ª Câmara Cível do Rio de Janeiro, suspenderam o mandado de segurança da Globo após julgarem que a rede entrou com o recurso fora do prazo. A TV Aratu voltou, após 64 dias, a retransmitir a Globo, mas a TV Bahia não acatou a ordem de imediato e mais uma vez ambas transmitiram a mesma programação. Em 4 de abril, no entanto, a TV Bahia voltou a retransmitir a programação da Manchete. A batalha judicial se estendeu por mais três meses, até que em 6 de julho, o desembargador Nicolau Mary Júnior concedeu a liminar em favor da Globo, e a TV Bahia retomou em definitivo a retransmissão da rede carioca, tornando-se a emissora líder de audiência no estado.
Em junho de 1990, com a aproximação do período eleitoral na Bahia, diversos candidatos a deputado estadual e federal estavam instalando sistemas piratas de parabólica em cidades do interior do estado que não tinham repetidoras, com o intuito de inserir, durante os intervalos e espaços locais da programação nacional da Rede Globo, propagandas irregulares das suas candidaturas. A prática levou a TV Bahia a instalar um sistema de transcodificação que impedia a retransmissão não autorizada do sinal da Globo. No início de 1995, a TV Bahia se tornou a primeira afiliada da Rede Globo a transmitir sua programação via satélite.
Com o reposicionamento do Grupo TV Bahia, que assumiu a nomenclatura Rede Bahia em 2 de julho de 1998, a TV Bahia tornou-se a cabeça de rede da Rede Bahia de Televisão, passando a liderar oficialmente as cinco estações afiliadas à Rede Globo no interior. Dois meses antes, parte das ações da TV Subaé de Feira de Santana haviam sido adquiridas pelo conglomerado, o que fez a emissora deixar de ser uma afiliada e tornar-se uma filial da rede estadual liderada pela TV Bahia desde 1988 (quando foi inaugurada a TV Santa Cruz, em Itabuna).
Em 23 de junho de 2000, a operadora de DTH Sky começou a transmitir a programação da emissora, que tornou-se a quinta integrante da Globo a contar com esta tecnologia, após as filiais da rede em Belo Horizonte, Rio de Janeiro e São Paulo, além da afiliada gaúcha RBS TV. Em 2001, a TV Bahia não conseguiu registrar imagens da cobertura de um conflito entre policiais militares e estudantes da UFBA ocorrido durante um protesto contra o então senador ACM. Apesar de outras emissoras de Salvador também não terem feito imagens do primeiro conflito, circularam boatos de que a estação perderia sua afiliação com a rede carioca, devido a uma suposta desestabilização na relação entre os grupos que teria sido gerada a partir da falta de imagens. A situação, no entanto, foi negada pela Globo, que afirmou que a TV Bahia era a afiliada de melhor desempenho da rede. O contrato com a Rede Bahia foi renovado em 21 de junho.

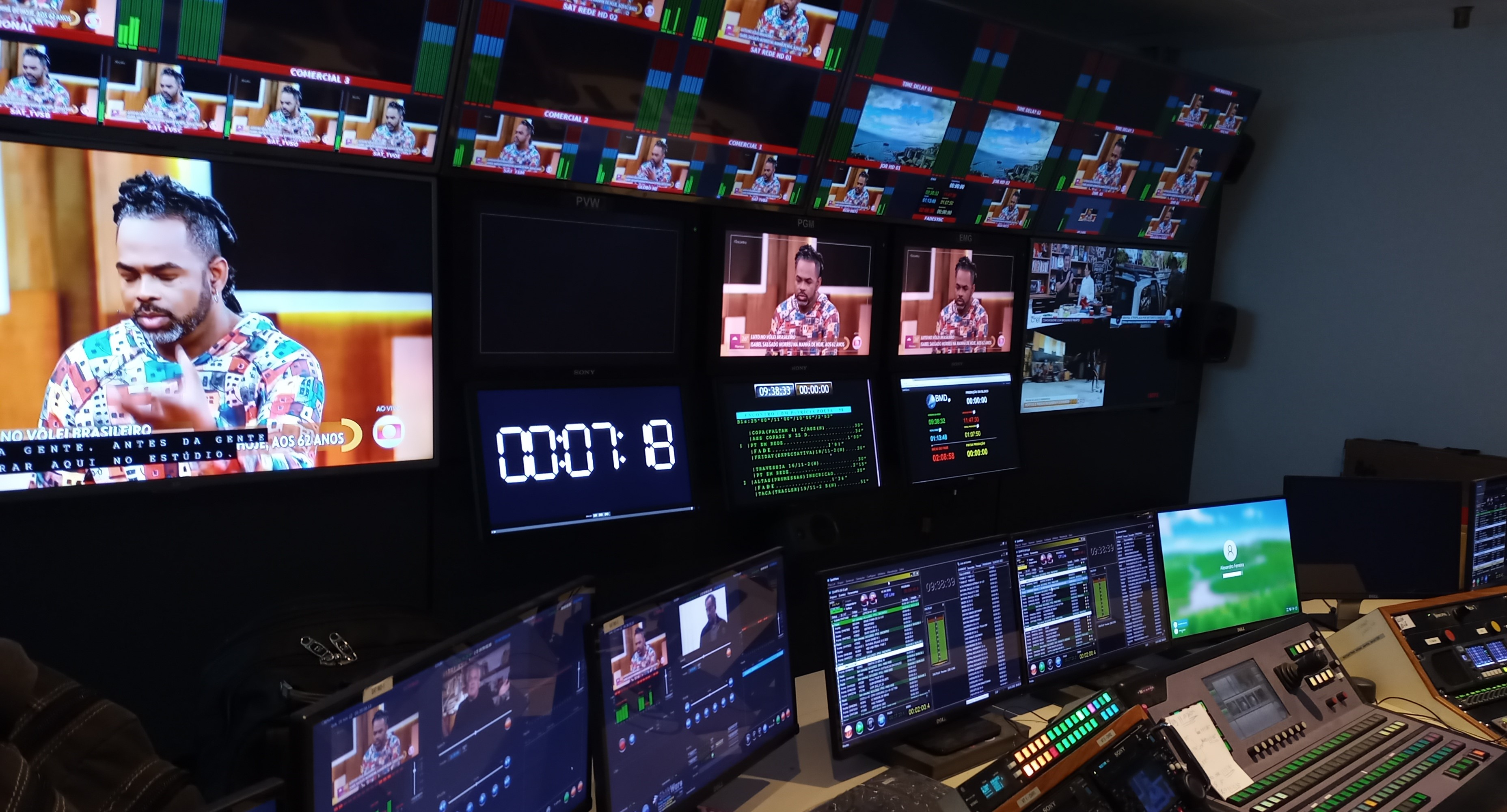
Controle mestre da TV Bahia em 2022

Em 2008, acionistas da TV Bahia protagonizaram uma disputa pelo controle da emissora, da rede de televisão encabeçada por ela e do conglomerado de comunicação. Em junho de 2012, quatro anos após ser derrotado por ACM Júnior, que manteve-se na presidência do grupo, César Mata Pires vendeu a sua parte na empresa para o Grupo EP, proprietário da EPTV, também afiliada da TV Globo. Em meio aos conflitos internos, houve um investimento de cerca de 9 milhões de reais em um novo transmissor, uma nova antena, instalada a 160 metros de altura, e um novo controle mestre, com o intuito de adequar a emissora aos padrões de tecnologia da televisão digital.
Na edição de 2014 do Prêmio Nacional de Programação, realizado pela Rede Globo, a TV Bahia foi premiada como a emissora de maior audiência entre as afiliadas da rede carioca em todo o Brasil. Na mesma premiação, foi reconhecida pela chamada da transmissão da partida entre Juazeirense e Juazeiro, considerada a melhor do gênero entre as parceiras da rede, e pelo programa Mosaico Baiano, que foi um dos três melhores programas regionais de linha do ano.
Em maio de 2019, a Rede Bahia realizou demissões de diversos jornalistas e outros funcionários da TV Bahia. O motivo seriam prejuízos pelos quais o grupo passou no ano de 2018. Foram demitidos funcionários do Centro de Documentação (CEDOC) e da equipe de marketing, além da veterana jornalista Anna Valéria, que estava há 31 anos na emissora. No mesmo ano, em dezembro, a TV Bahia passou a transmitir sua programação ao vivo por meio do Globoplay, plataforma de streaming do Grupo Globo.
Em 4 de janeiro de 2023, a TV Bahia anunciou novas alterações em cargos da alta cúpula, que foram efetivadas em 1° de abril. Eurico Meira da Costa deixou a Rede Bahia após cinco anos, sendo substituído pela gerente de jornalismo Ana Raquel Copetti, que passou a ocupar o cargo de diretora de jornalismo. O setor de esportes deixou de ser ligado ao jornalismo, passando a fazer parte da área de programação (responsável pela produção de programas de entretenimento). O gerente de esportes Alexandre Boyd tornou-se diretor de Programação, Entretenimento e Esporte, substituindo Carlyle Ávila, que também deixou a estação.
Em março de 2023, já recuperada de problemas financeiros e de audiência causados por uma boa fase da concorrente RecordTV Itapoan, a TV Bahia tornou-se uma das três emissoras mais assistidas da TV Globo no Brasil, de acordo com a medição da Kantar IBOPE Media. A estação baiana chegou à terceira maior audiência entre afiliadas e filiais, tendo ficado atrás apenas da geradora da rede, TV Globo Rio de Janeiro, e da RBS TV Porto Alegre. Os programas locais de maior destaque foram os telejornais Jornal da Manhã e Bahia Meio Dia, enquanto na programação nacional se destacaram a reprise de O Rei do Gado no Vale a Pena Ver de Novo e a novela das sete Vai na Fé. Em 6 de dezembro, a TV Bahia foi premiada pela TV Globo como a estação de maior audiência da rede, superando todas as que fazem parte do Painel Nacional de Televisão (PNT) da Kantar IBOPE Media.

## Sinal digital
| Canal virtual | Canal digital | Resolução de tela | Programação                     |
| ------------- | ------------- | ----------------- | ------------------------------- |
| 11.1          | 29 UHF        | 1080i             | Programação da TV Bahia / Globo |

A TV Bahia iniciou suas transmissões digitais pelo canal 29 UHF em novembro de 2008, ainda em caráter experimental, tendo lançado oficialmente o sinal em 1 de dezembro, quando recebeu a autorização em publicação de portaria do Ministério das Comunicações no Diário Oficial da União. Com isso, a emissora tornou-se pioneira nas transmissões digitais terrestres em Salvador, na Bahia e no Nordeste do Brasil, e fez da capital baiana a sétima cidade a receber a televisão digital no país, exatamente um ano após o lançamento oficial no país. Em 25 de novembro de 2013, passou a transmitir seus telejornais locais em alta definição.
Transição para o sinal digital
Com base no decreto federal de transição das emissoras de TV brasileiras do sinal analógico para o digital, a TV Bahia, bem como as outras emissoras de Salvador, cessou suas transmissões pelo canal 11 VHF em 27 de setembro de 2017, seguindo o cronograma oficial da Agência Nacional de Telecomunicações (ANATEL). A emissora fez a geração local da partida final da Copa do Brasil daquele ano, narrada por Thiago Mastroianni, além de entradas ao vivo do controle mestre da emissora com a repórter Giana Mattiazzi, que mostrou o sinal sendo interrompido às 23h59, após a conclusão da partida, passando depois a exibir um aviso do Ministério da Ciência, Tecnologia, Inovações e Comunicações (MCTIC) e da ANATEL sobre o switch-off.

## Programas
Além de retransmitir a programação nacional da Globo, a TV Bahia produz e exibe os seguintes programas:
- Jornal da Manhã: Telejornal, com Camila Oliveira e Ricardo Ishmael;
- Bahia Meio Dia: Telejornal, com Andréa Silva e Vanderson Nascimento;
- Globo Esporte Bahia: Jornalístico esportivo, com Danilo Ribeiro;
- G1 em 1 Minuto Bahia: Boletim jornalístico, com Malu Vieira;
- BATV: Telejornal, com Fernando Sodake;
- Jornalismo Rede Bahia: Boletim jornalístico, com Fernando Sodake;
- Bom Dia Sábado: Telejornal, com Camila Marinho;
- Conexão Bahia: Programa de variedades, com Luana Assiz;
- Panela de Bairro: Programa sobre culinária, com Dalton Soares;
- Mosaico Baiano: Programa de variedades, com Luana Souza;
- Bahia Rural: Jornalístico sobre agropecuária, com Georgina Maynart;

Diversos outros programas compuseram a grade da emissora e foram descontinuados:
- A Palavra é Sua
- Arerê Geral
- Aprovado
- Bahia Agora
- Bahia Comunidade
- Bahia Debate
- Bahia em Manchete
- Bahia Esporte
- BATV 1ª Edição
- BATV 3ª Edição
- Bons Negócios
- Diga Aí
- FMTV Bahia
- Manchete Esportiva Bahia
- Michelle Marie Entrevista
- Na Carona
- Rede Bahia Revista
- Sente o Som

### Jornalismo
O telejornalismo da TV Bahia teve início por meio do Bahia em Manchete, telejornal exibido a partir das 19h15, que estreou em 11 de março de 1985 e era apresentado por Paulo Gil. Este padrão de telejornal local criado pela afiliada baiana viria a ser adotado pelas emissoras próprias da rede em setembro. Na editoria esportiva, o primeiro programa foi o Manchete Esportiva Bahia, com Ivan Pedro. Um novo programa entrou na grade da emissora dois meses depois: o Bahia Debate, apresentado pelo então jornalista da Rede Manchete, Ney Gonçalves Dias. O programa era exibido às quintas-feiras.
Em 23 de maio de 1985, no Bahia Debate, a TV Bahia promoveu o primeiro debate televisionado entre candidatos à prefeitura de Salvador na história, com mediação de Ney Gonçalves Dias. A eleição municipal daquele ano foi a primeira a possibilitar a escolha de um prefeito por voto direto desde 1962. Em julho de 1986, a jornalista Kátia Guzzo (então apresentadora do Mulher Total na TV Itapoan) foi contratada para apresentar o primeiro telejornal vespertino da emissora, o Bahia Agora, ao lado do jornalista Paulo Brandão. O jornalístico estreou em 14 de julho.
Na noite de 23 de janeiro de 1987, logo após o início da afiliação com a Globo, a TV Bahia estreou o BATV 2.ª Edição, que assim como o Bahia em Manchete, era ancorado por Paulo Gil. Estreou ainda o BATV 3.ª Edição, exibido na madrugada, com apresentação de Paulo Brandão. No dia seguinte, em 24 de janeiro, entrou na programação o BATV 1.ª Edição, apresentado por Cristina Barude, e substituindo o Bahia Agora. No mesmo dia, o Manchete Esportiva Bahia foi substituído pelo bloco local do Globo Esporte, com duração de 3 minutos. A primeira produção matinal da TV Bahia, o Jornal da Manhã, apresentado por Kátia Guzzo, foi exibida pela primeira vez em 26 de janeiro.
Em 27 de janeiro de 1989, um avião que transportava uma equipe de jornalismo da TV Bahia, composta pela repórter Anna Valéria, o cinegrafista Robson Barros e o auxiliar Alberto Luciano Valente, caiu pouco após decolar no Aeroporto de Bom Jesus da Lapa, colidindo com uma casa abandonada e um umbuzeiro, e incendiou-se. A equipe retornava a Salvador depois de realizar, em Correntina, a cobertura do sepultamento de 18 vítimas de um acidente entre dois caminhões em Brasília. A aeronave também transportava uma equipe do jornal Correio da Bahia e o deputado estadual José Rocha. Todos os oito ocupantes ficaram feridos, mas nenhum morreu.
O Jornal da Manhã sofreu sua primeira alteração de âncoras quatro anos após sua estreia, em 1991, quando Kátia Guzzo foi substituída por Regina Coeli. O matinal ganhou apresentação em dupla em 1993, quando Regina passou a ser acompanhada por Casemiro Neto. Também em 1993, a TV Bahia reestreou o Bahia Agora, desta vez exibido em duas edições, nos espaços do Jornal da Manhã e do BATV 1.ª Edição. O telejornal era apresentado pelos respectivos âncoras dos telejornais substituídos em cada edição. Em julho de 1995, o jornalístico foi reformulado e voltou a ser exibido somente à tarde, adotando um formato de revista de variedades. Tinha a apresentação da jornalista Anna Valéria.
Em 1993, equipes de jornalismo da TV Bahia se envolveram em pelo menos dois episódios polêmicos relacionados ao ex-governador Nilo Coelho, também integrante do grupo opositor de ACM e proprietário da TV Aratu. Em 21 de maio de 1993, o repórter Robson do Val e o cinegrafista Carlos Eduardo de Oliveira estavam cobrindo o depoimento de Nilo na sede da Polícia Federal (PF) em Salvador. O político respondia à acusação de ter caluniado ACM em entrevista concedida à TV Aratu em 4 de agosto de 1990, durante o período eleitoral. Quando Nilo estava entrando na sede da PF, seu advogado, o ex-secretário de justiça Marcelo Duarte, empurrou Carlos Eduardo, que se desequilibrou e caiu de uma escada com a câmera.
Ainda no mesmo dia, ao deixar a sede da PF, Nilo Coelho atropelou o fotógrafo Marcelo Tinoco, do Correio da Bahia, jornal integrante do grupo empresarial da TV Bahia. O ex-governador fugiu sem prestar socorro. O atropelamento também foi registrado pela TV Bahia, que dedicou grande parte da edição do BATV daquele dia ao ocorrido, incluindo a repercussão do caso entre membros da imprensa e do meio político baiano. Em 30 de junho de 1993, Nilo Coelho foi à 1.ª Delegacia de Polícia de Salvador para depor sobre o atropelamento, e na ocasião três correligionários de Nilo — entre eles o prefeito de Bom Jesus da Lapa Arthur Maia e o deputado estadual Calmito Fernandes — agrediram uma equipe da emissora, desta vez composta por Casemiro Neto, um cinegrafista e seu ajudante, com chutes.
Em 1994, a cobertura jornalística da TV Bahia se envolveu em novas controvérsias devido ao controle da estação pela família Magalhães. Após pesquisas indicarem a impopularidade da administração pública de Salvador, a prefeita Lídice da Mata, opositora do governador ACM, criticou a emissora por exibir reportagens sobre os problemas da administração da cidade, principalmente as relacionadas à situação do transporte público da capital. De acordo com as acusações da prefeita, a cobertura das mazelas nos telejornais teria o objetivo de prejudicar sua popularidade por meio de uma "lavagem cerebral". Em 2001, o diretor de jornalismo Carlos Libório negou que a TV Bahia tivesse tratado a gestora de forma injusta, mencionando ocasiões em que ela recebeu espaço para esclarecimentos na estação.
Com o lançamento da candidatura do então âncora Emmerson José a vereador de Salvador nas eleições municipais de 1996, Kátia Guzzo o substituiu no BATV 2.ª Edição. Regina Coeli assumiu o lugar de Kátia no BATV 1.ª Edição. No início de 1997, Regina deixou a TV Bahia para trabalhar no jornal A Tarde, e foi substituída por Casemiro Neto. Em 25 de agosto de 1997, estreou o Bahia Meio Dia, que entrou no lugar dos programas Bahia Agora e BATV 1.ª Edição. O novo telejornal reunia, em sua apresentação, os âncoras de ambos os jornalísticos, contando também com comentários de Genildo Lawinscky. No ano seguinte, o Jornal da Manhã também sofreu alterações. A então apresentadora Denis Rivera, que estava no telejornal desde 1996, foi substituída pela jornalista Patrícia Nobre, transferida da TV Verdes Mares em Fortaleza.
A TV Bahia foi a primeira emissora de televisão do estado a contar com um helicóptero em coberturas jornalísticas. A aeronave, que passou a ser utilizada durante a cobertura do carnaval em fevereiro de 1999, era denominada BahiaCop, sendo utilizada em boletins de trânsito ao vivo, além de reportagens e coberturas que necessitassem de imagens aéreas. Em 29 de agosto de 1999, estreou o jornalístico Bahia Rural, exibido aos domingos, com informações sobre o agronegócio e os costumes do interior da Bahia. Era apresentado por Valber Carvalho. No mesmo ano, o Bahia Agora retornou à programação, dessa vez como um boletim informativo exibido nos intervalos comerciais, tendo sido mantido na grade até 2001.
Em 2000, a jornalista Fabiana Ferraz foi transferida da então TV Norte de Juazeiro para a TV Bahia, e começou a dividir bancada com Casemiro Neto no Bahia Meio Dia. Um ano depois, o Bahia Meio Dia teve seus apresentadores alterados, e o posto de Fabiana Ferraz foi assumido por Paula Trainer, transferida da GloboNews em 1998. Ela ficou no telejornal e na emissora até agosto de 2003, quando foi substituída por Patrícia Nobre. No mesmo mês, Adriana Quadros (então na Itapoan FM) assumiu o lugar de Patrícia no Jornal da Manhã.
Após 23 anos dirigindo o jornalismo da TV Bahia, o jornalista Carlos Libório aposentou-se e deixou o cargo em 13 de março de 2008. Foi substituído pelo jornalista Roberto Appel, ex-gestor do jornalismo da RBS TV, afiliada da Globo no Rio Grande do Sul. Novas mudanças foram realizadas nos telejornais da emissora dois meses após a troca, em 5 de maio de 2008: o Bahia Meio Dia voltou a ser apresentado por dois âncoras; Patrícia Nobre, que estava apresentando o telejornal sozinha após a saída de Casemiro Neto (que havia estreado na TV Aratu em 25 de fevereiro), passou a ser acompanhada pelo jornalista Jony Torres (transferido da TVE Bahia). No BATV, Jefferson Beltrão (transferido da TV Itapoan) passou a dividir bancada com Kátia Guzzo.

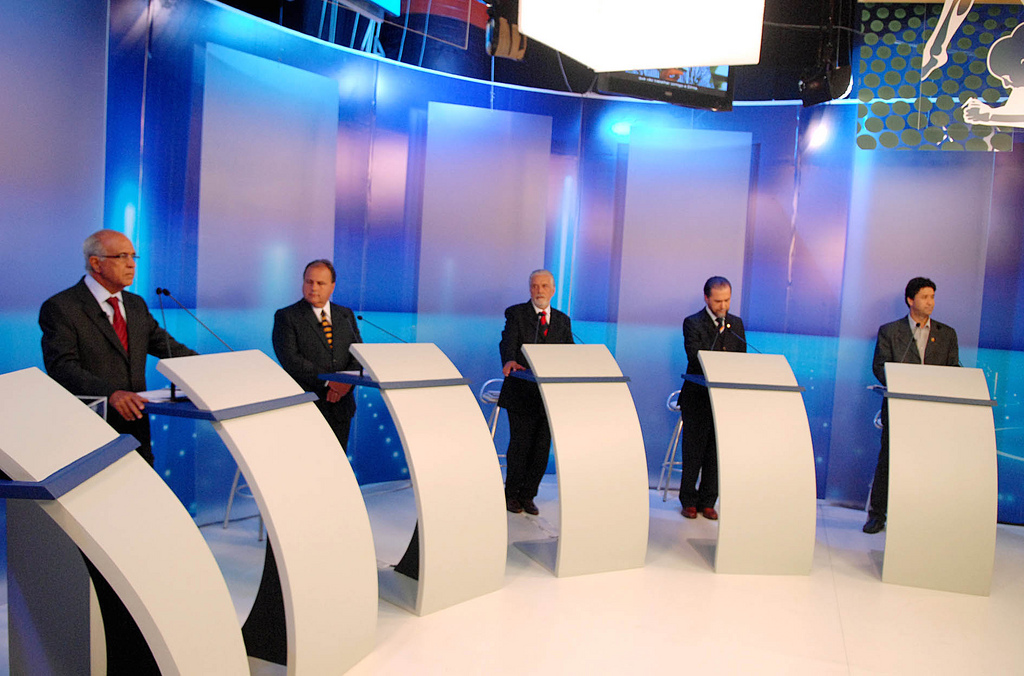
Debate eleitoral televisionado pela TV Bahia entre candidatos ao governo estadual em 2010

Em agosto de 2009, Adriana Quadros foi recontratada pela TV Itapoan, tendo sido substituída por Georgina Maynart no Jornal da Manhã. Em 3 de dezembro de 2010, devido a mudanças na programação da Globo que incluíram a expansão do Jornal da Manhã, que foi estendido até às 7h30, o Bahia Agora foi exibido pela última vez com o formato de um telejornal fixo na grade e voltou à formatação de um boletim informativo.
Durante as eleições municipais de 2012, em 21 de julho, foi anunciado que o então candidato a prefeito de Salvador, Nelson Pelegrino, entraria com uma ação contra a TV Bahia, acusando-a de beneficiar o também candidato da época, ACM Neto, em reportagem sobre a missa do quinto aniversário de morte do senador Antônio Carlos Magalhães, exibida na edição do dia anterior do Bahia Meio Dia, devido ao fato de uma entrevista com ele ter sido incluída na matéria. Em 3 de agosto, no entanto, a Justiça Eleitoral julgou a acusação como improcedente. Segundo a juíza da 18.ª Zona Eleitoral, Ângela Bacellar Batista, não ocorreu quebra de isonomia, já que o então candidato Mário Kertész, que disputava o mesmo cargo eletivo, também teve entrevista exibida pela reportagem.

“O simples fato de notadamente a emissora de TV pertencer à família do candidato não implica em ofensa ao princípio da isonomia e, em caso, a reportagem inclui-se dentro da liberdade de imprensa, essencial ao estado democrático de direito, cuja divulgação da manifestação dos presentes à solenidade, objetivo da reportagem, não pode ser confundida com a vedação do artigo 45 da Lei 9.504/97”— Ângela Bacellar Batista
Durante o carnaval de 2014, a TV Bahia voltou a dispor de um helicóptero para coberturas jornalísticas, estreando o RedeCop. A aeronave prestou serviços à emissora até 30 de junho de 2016, quando foi encerrado o contrato com a empresa paulista Time News, responsável pelo equipamento. A exemplo de outras afiliadas que exibiam programação local logo após o Fantástico aos domingos, a última edição do jornalístico Rede Bahia Revista, produzido desde 1998, foi exibida em 18 de janeiro de 2015. O programa saiu da grade devido às alterações na programação da Rede Globo para o horário.
Outras mudanças foram efetuadas em 20 de fevereiro. Camila Marinho voltou de uma licença-maternidade, que havia se iniciado em setembro de 2014, e estreou no comando do BATV, no lugar de Kátia Guzzo, que tornou-se repórter especial da emissora um mês depois. Com isso, Silvana Freire foi mantida no Bahia Meio Dia, o qual ela já vinha apresentando em substituição a Camila. A repórter Jessica Smetak, que vinha apresentando provisoriamente o Jornal da Manhã, também seguiu no comando do jornalístico. Em 2 de março de 2015, após sete anos, Jefferson Beltrão foi demitido da emissora, e Camila passou a apresentar o BATV sozinha.
Em 2017, a TV Bahia, até então líder absoluta em audiência também no início da tarde, passou a concorrer diretamente, em medições da Kantar IBOPE Media, com a RecordTV Itapoan, na faixa de exibição do jornalístico Balanço Geral BA. No mesmo ano, com o intuito de reformular a gestão do departamento e melhorar seus índices, a Rede Bahia contratou Eurico Meira da Costa (empregado anteriormente na NSC TV) para a direção de jornalismo, após a aposentadoria de Roberto Appel. Uma das principais ações tomadas pela gestão para melhorar a audiência do canal no horário do almoço teve início em 26 de novembro de 2018: a remoção do programa Bem Estar da grade diária para possibilitar o aumento da duração do Bahia Meio Dia, que passou a ser iniciado de 30 a 15 minutos antes dos demais telejornais vespertinos locais das afiliadas da Rede Globo. O motivo seria a baixa audiência de alguns programas nacionais, que acabavam por prejudicar a programação local da emissora.
Em 26 de fevereiro de 2018, a emissora cometeu uma gafe, exibindo acidentalmente o corpo de um homem morto no Jornal da Manhã. A ação não é comum na linha editorial da emissora. Na ocasião, Vanderson Nascimento, em um link ao vivo, falava sobre um corpo que havia sido encontrado na Avenida Vasco da Gama, em Salvador. Ao lado dele, no fundo da imagem, aparecia o cadáver, que ficou na tela durante 40 segundos, quando o mesmo foi alertado e se posicionou a frente do corpo, de modo que o mesmo saísse do enquadramento da câmera. João Gomes, então diretor executivo de televisão da Rede Bahia, classificou o acontecimento como um "erro humano", afirmando ainda que o ocorrido não estava relacionado com a audiência do telejornal: "Naquele horário, a TV Bahia lidera o IBOPE de ponta a ponta durante uma hora e meia".

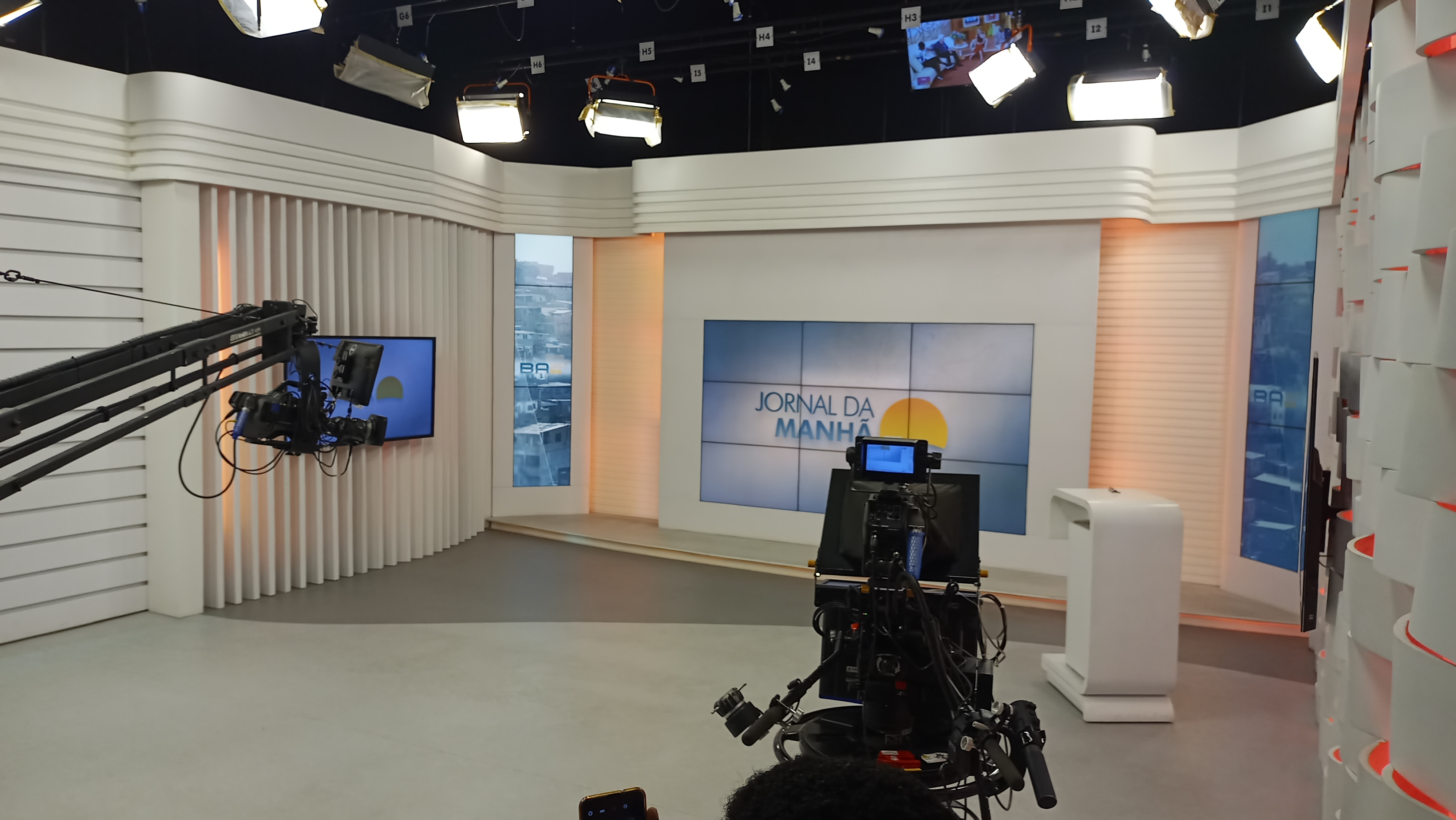
Estúdio de jornalismo da TV Bahia, estreado em 2019

Com o objetivo de tornar o Bahia Meio Dia mais competitivo frente à concorrência do horário, a TV Bahia contratou, em 7 de março de 2018, a jornalista Jessica Senra (então apresentadora da RecordTV Itapoan) para ancorar o jornalístico. Ela estreou dois meses depois, em 7 de maio, junto a diversas alterações no formato. A estreia de Jessica contribuiu para que o telejornal alcançasse a liderança de audiência no mês, alcançando 15 pontos de média. Com a mudança no vespertino, Fernando Sodake, então apresentador do programa, foi transferido para o BATV, substituindo Camila Marinho, que se despediu emocionada dos telespectadores em 4 de maio. Silvana Freire torna-se âncora eventual, tendo retornado à titularidade de um programa em 25 de agosto de 2018, com a estreia do matinal Bom Dia Sábado.
Após duas décadas de trabalho na casa, em 4 de junho de 2019, Valber Carvalho encerrou o contrato com a TV Bahia. A emissora anunciou uma nova versão do Bahia Rural, com novo cenário e grafismos, apresentada por Georgina Maynart (que já estava na equipe do programa como repórter) e José Raimundo, repórter da emissora conhecido por fazer reportagens especiais para programas da rede, como o Globo Repórter.
Em 2020 e 2021, o jornalismo da emissora perdeu nomes que tinham destaque na programação. Após a demissão de Silvana Freire, em 10 de janeiro de 2020, o Bom Dia Sábado passou a ser apresentado em esquema de rodízio. Em 5 de janeiro de 2021, Jony Torres e Raphael Marques foram desligados. Dois dias depois, José Raimundo surpreendeu o público ao anunciar em suas redes sociais o encerramento de seu contrato com a TV Bahia, após 31 anos.
Em meio às comemorações dos 10 anos da versão baiana do portal G1, no dia 31 de março de 2021, a TV Bahia estreou a edição local do boletim G1 em 1 Minuto, dando destaque às notícias do G1 Bahia, com apresentação de Gabriel Gonçalves, repórter do portal. Pouco depois, a partir de 19 de abril, o boletim passou a ser apresentado em rodízio por Gabriel e Itana Alencar, também repórter do G1 Bahia.
Em 12 de dezembro de 2021, Camila Marinho, acompanhada pelo repórter cinematográfico Cleriston Santana, foi agredida por apoiadores e membros da equipe de segurança do presidente Jair Bolsonaro, enquanto tentava cobrir a visita dele à cidade de Itamaraju, na região do extremo sul da Bahia, por ocasião das fortes chuvas que causaram estragos na cidade e na região. Ela teve seu microfone danificado pelo secretário de obras do município, Antonio Charbel, e ainda foi vítima de uma tentativa de um golpe de estrangulamento tipo "mata-leão" por parte de um dos seguranças, além de ter uma pochete roubada, que depois foi recuperada por outro colega. Os repórteres Xico Lopes e Dário Cerqueira, da TV Aratu, estavam junto aos repórteres da TV Bahia, e também foram agredidos. O caso chegou a ser repercutido em telejornais nacionais da TV Globo, que repudiou as agressões a ambas as equipes. A Rede Bahia também divulgou nota repudiando a ação.
Em 28 de setembro de 2023, a TV Bahia anunciou, em um evento da Rede Bahia para o mercado, a estreia dos programas Onde Tem Bahia, apresentado pelo repórter Eduardo Oliveira, e Diga Aí, apresentado por Jessica Senra. O primeiro programa, que destaca a exportação baiana, estreou em 1° de outubro, sendo exibido após o Fantástico em dois episódios. O programa de Jessica, por sua vez, é um talk show com auditório, que estreou em 26 de novembro.
Em 4 de dezembro de 2024, a TV Bahia e a Rede Bahia anunciaram a saída de Jessica Senra do Bahia Meio Dia após seis anos. De acordo com o comunicado, a jornalista vai manter a parceria com a emissora, mas sem atuar no jornalismo diário. Na edição do mesmo dia do telejornal, Jessica afirmou emocionada que a decisão foi "bastante amadurecida" e "tomada em conjunto com a Rede Bahia". A apresentadora seguiu na ancoragem do jornalístico até 20 de dezembro, quando se despediu emocionada e foi homenageada ao vivo pela equipe do canal 11.
Em 1° de fevereiro de 2025, com a estreia da versão nacional do Bom Dia Sábado na TV Globo, a TV Bahia estreou um novo formato e horário para o telejornal, que com Camila Marinho, voltou a ter apresentadora fixa após cinco anos e teve duração ampliada para uma hora, passando a iniciar às 6h50. O Panela de Bairro, apresentado por Dalton Soares, também estreou como um programa da grade, sendo retirado do Bahia Meio Dia e da tutela do departamento de jornalismo dez anos após a estreia como um quadro.
Em 31 de março de 2025, após meses de expectativa e grande repercussão nas redes sociais, Andréa Silva foi oficialmente anunciada como apresentadora do Bahia Meio Dia ao lado de Vanderson Nascimento. A revelação aconteceu no início da edição do dia do telejornal. No mesmo dia, a TV Bahia estreou nova cenografia para os telejornais locais, contando com um amplo telão de LED e telas interativas.
Em 16 de abril de 2025, dois meses após a saída de Thiago Mastroianni, a TV Bahia anunciou oficialmente a contratação de Rainan Peralva, que até então estava na TVE Bahia, como narrador da emissora e apresentador do bloco esportivo do Jornal da Manhã. A estreia do comunicador aconteceu no mesmo dia, durante a transmissão da partida entre Vitória e Fortaleza pelo Campeonato Brasileiro.

### Entretenimento

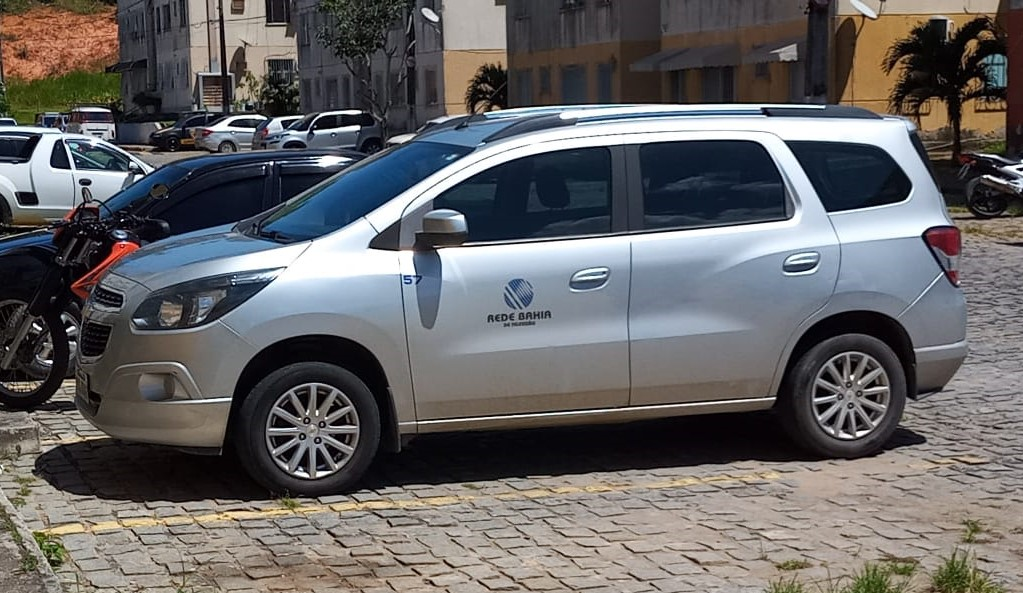
Chevrolet Spin da TV Bahia em uma reportagem para o programa Mosaico Baiano no bairro de São Cristóvão, em Salvador

A TV Bahia transmite dois programas de variedades aos sábados. O Conexão Bahia trata de temas relacionados à cultura e ao cotidiano dos baianos, sendo apresentado por Aldri Anunciação. E no Mosaico Baiano, apresentado por Luana Souza e Pablo Vasconcelos, são exibidas curiosidades, clipes, documentários, séries especiais, dicas de cinema, entre outros.
A TV Bahia foi a primeira afiliada da Rede Globo a produzir localmente uma telenovela. A atração, intitulada Danada de Sabida, estreou em 7 de janeiro de 1997. Exibida exclusivamente no estado, a produção foi inspirada no livro Já Podeis da Pátria Filhos, do escritor João Ubaldo Ribeiro, tendo sido gravada nas cidades de Cachoeira, São Francisco do Conde e São Gonçalo dos Campos.
Já fizeram parte da grade o programa de entrevistas Michelle Marie Entrevista (que contava com apresentação de Michelle Marie Magalhães e reportagens de Wagner Moura), o de auditório Arerê Geral (com apresentação de Jackson Costa e Flávia Mendonça, e direção de Fernando Guerreiro), cuja estreia ocorreu em 18 de janeiro de 2001 e Na Carona (com apresentação de Liliane Reis).
Em 9 de setembro de 2017, o Aprovado, apresentado por Jackson Costa, foi extinto após 16 anos no ar. No lugar da atração, estreou em 16 de setembro o Conexão Bahia, apresentado por Renata Menezes e Aldri Anunciação, com formatação semelhante ao antecessor. Renata deixou o programa e a emissora em 18 de fevereiro de 2019.
Em 5 de janeiro de 2019, foi exibida a primeira edição do programa musical Sente o Som, apresentado por Camila Marinho e dirigido por Marcela Amorim. Os sete programas da primeira temporada tiveram como esquema entrevistas com artistas baianos e apresentações musicais. No mesmo ano, quatro edições do programa foram exibidas em Portugal, como parte da programação especial de carnaval do canal por assinatura Globo Now. No país, a atração foi ao ar de 26 a 28 de fevereiro, às 20h50.
Durante as festividades juninas de 2020, a emissora foi alvo de críticas pela escolha de Léo Santana, cantor de pagode, para a apresentação no especial São João do Nordeste, da Globo Nordeste. Artistas de diferentes gêneros musicais criticaram a decisão. Em comunicado, a TV Bahia afirmou que deu espaço a diversos outros artistas durante sua programação do mês de junho, através de "programas especiais, reportagens e entrevistas sobre o São João".
No decorrer do ano de 2020, a TV Bahia produziu diversas atrações especiais, exibidas aos sábados. A primeira produção da emissora foi o programa Sessão Pet, apresentado por Pablo Vasconcelos e sua cadela de estimação "Lilica", composto por conteúdos sobre cuidados com animais de estimação, além de histórias de donos com seus mascotes. Estreado em 24 de outubro, teve três episódios. Em 28 de novembro, o Na Carona retornou à grade após 13 anos de sua extinção, em um formato de especial. Também apresentado por Pablo Vasconcelos, o programa de reestreia foi dedicado à cidade de Porto Seguro.
Em 11 de dezembro de 2020, o programa especial Conversa Preta, dedicado a debates sobre o racismo e a representatividade e produzido por profissionais negros da Rede Bahia, conquistou o prêmio de "melhor programa especial regional" entre as atrações do gênero produzidas pelas afiliadas da Rede Globo. A produção estava competindo com programas da TV Sergipe e da Rede Amazônica. A primeira temporada do programa havia sido exibida em agosto, e a segunda teve exibição entre outubro e dezembro de 2021.
No mesmo evento em que foram anunciados os novos programas do departamento de jornalismo da emissora para o segundo semestre de 2023, em 28 de setembro, a TV Bahia também revelou a estreia do programa Timbrown. A atração é uma competição de percussão em formato de reality show, apresentada pelo cantor Carlinhos Brown e pela jornalista Luana Souza. A estreia aconteceu no dia 11 de novembro, com exibição, além da Rede Bahia, do canal por assinatura Multishow.

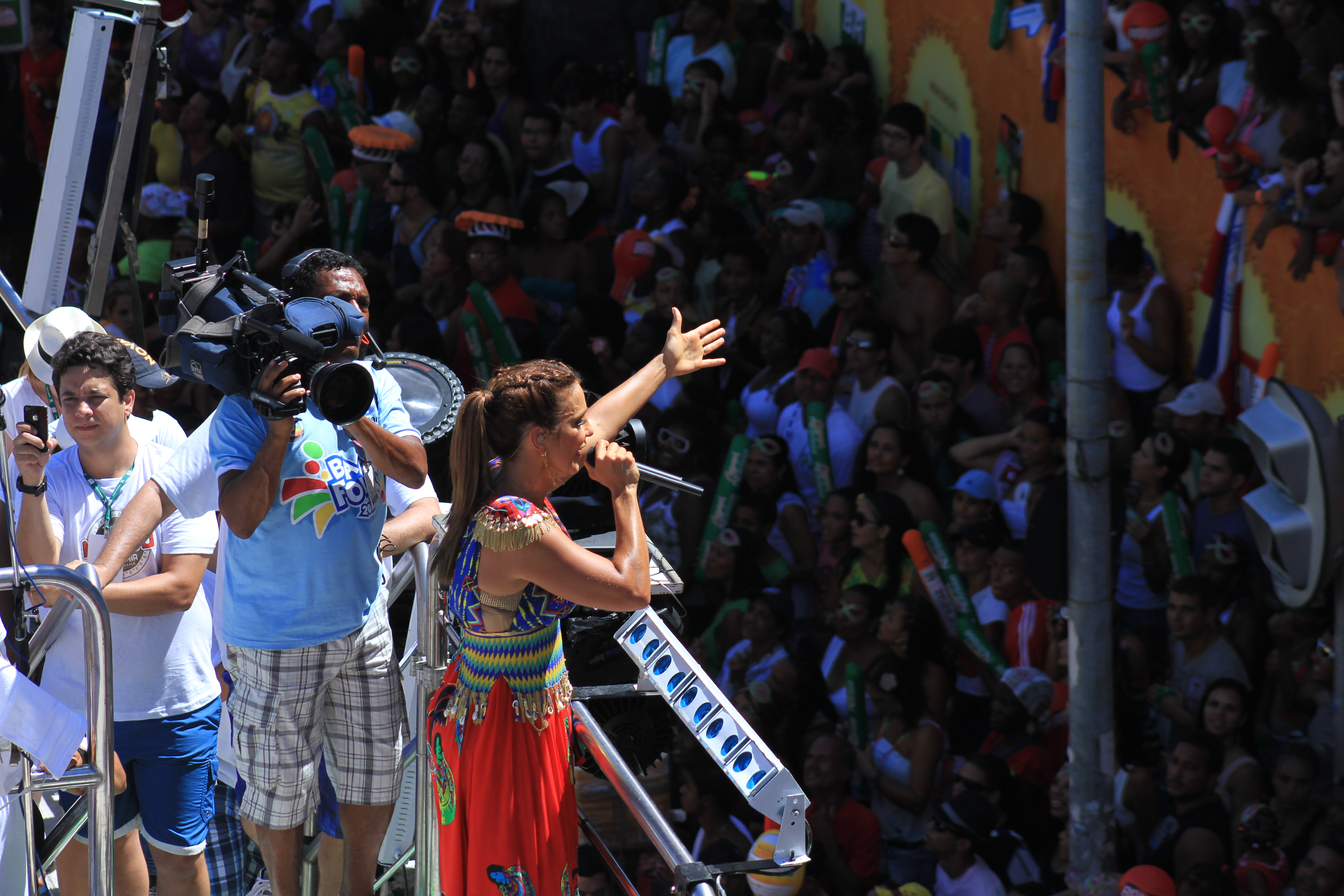
Cinegrafista do Bahia Folia durante apresentação de Ivete Sangalo pelo Bloco Coruja no Circuito Osmar, em Salvador

### Transmissões especiais
A emissora cobre anualmente o Carnaval de Salvador no mês de fevereiro ou março, com a transmissão do especial Bahia Folia, ocupando vários espaços da programação da TV Globo e da programação local no período, além de participações em rede nacional. Desde 1994, a TV Bahia promove a entrega do Troféu Bahia Folia, que elege o hit de maior sucesso do carnaval baiano por votação popular.
A emissora também transmitiu, entre 1999 e 2014, o Festival de Verão Salvador, promovido pela iContent, que faz parte da Rede Bahia. Em 2015, o evento passou a ser exibido pelo canal Multishow, porém a TV Bahia ainda promove o evento em sua programação, além de exibir programas especiais com os melhores momentos.
Em 16 de fevereiro de 2023, a TV Bahia deu suporte à primeira transmissão do Carnaval de Salvador pela TV Globo. Foi exibida a apresentação da cantora e apresentadora Ivete Sangalo no especial Trio Pipoca da Ivete, marcando a abertura das festividades. Os primeiros 30 minutos do desfile no Circuito Barra-Ondina foram transmitidos em rede nacional, enquanto a afiliada seguiu exibindo o evento até o início da reprise da novela O Rei do Gado no Vale a Pena Ver de Novo, além de gerar a transmissão para o Globoplay. A gravação de uma cena da novela Vai na Fé com Ivete e o personagem Lui Lorenzo, interpretado pelo ator José Loreto, também foi mostrada ao vivo pela emissora.
Em 23 de janeiro de 2024, com o lançamento oficial da transmissão do Bahia Folia, foi anunciado que a TV Bahia se tornou a estação oficial do Carnaval de Salvador. A mudança aconteceu após 13 anos de ostentação do título pela TV Aratu, que até então apoiava oficialmente a festa de rua soteropolitana. No anúncio da programação oficial do evento pela Prefeitura de Salvador, a afiliada da Globo foi mencionada como a apoiadora oficial das festividades. Ainda em 2024, a TV Bahia firmou pela primeira vez parceria para transmitir o Bahia Folia em rede bi-estadual. A cobertura foi exibida ao vivo pela TV Sergipe nos dias 12 e 13 de fevereiro.

### Transmissões esportivas
A TV Bahia é responsável por gerar localmente parte das transmissões das partidas de clubes de futebol baianos como mandantes pela Copa do Brasil e pelo Campeonato Brasileiro (séries A e B), quando a Globo detém os direitos de transmissão dessas competições. A equipe principal de transmissões esportivas da emissora é composta por Rainan Peralva na narração e Costta Filho, Renan Pinheiro, Sérgio Pinheiro e Tiago Reis na reportagem.
Nos primórdios, as transmissões esportivas locais da TV Bahia eram feitas esporadicamente, quando as redes Manchete e Globo detinham os direitos das competições nas quais ocorriam as partidas locais. Em 1997, a Federação Bahiana de Futebol (FBF) fechou contrato de transmissão do Campeonato Baiano de Futebol com o SporTV, canal de TV por assinatura da Globosat. Com o acordo, algumas das partidas tinham transmissão liberada para a afiliada da Globo. Os direitos do Baianão seguiram com o SporTV até 2005, e consequentemente as transmissões pontuais de algumas partidas pela TV Bahia também seguiram até esse ano. Em 2006, devido à falta de acordo entre a FBF e a Globosat, o campeonato não teve transmissão oficial em televisão. A presença do campeonato na TV foi resumida à exibição de algumas partidas pela TVE Bahia e pela TV Salvador, emissora independente da Rede Bahia.
A TV Bahia adquiriu pela primeira vez os direitos de transmissão do Campeonato Baiano de Futebol em 2011, substituindo a TV Itapoan, que o transmitia desde 2007. Nos dois primeiros meses, a estação registrou um aumento de 30% de audiência no horário, onde era exibido o Campeonato Paulista. A emissora seguiu transmitindo oficialmente a competição até 2020, não tendo renovado o contrato com a Federação Bahiana de Futebol para os anos seguintes. Foi substituída pela TVE Bahia, que passou a ser a emissora oficial do campeonato a partir de 2021.
Em 2 de março de 2022, foi anunciado que a TV Bahia, bem como canais fechados e plataformas de streaming do Grupo Globo, transmitiria jogos do Vitória na série C do Campeonato Brasileiro. O clube baiano utilizou-se de uma cláusula do seu contrato firmado com o conglomerado carioca, tendo como base a Lei do Mandante. Com o acordo, os duelos disputados no Barradão tiveram transmissão exclusiva dos veículos da Globo, incluindo a afiliada, enquanto as demais partidas permaneceram com o serviço DAZN, que teve os direitos da competição para o ano de 2022.

## Equipe

### Membros atuais
Atualmente, a TV Bahia tem uma equipe de 31 profissionais que aparecem na programação. São 12 apresentadores e 20 repórteres, distribuídos entre os setores do jornalismo, esporte e entretenimento da emissora. O setor com o maior número de membros é o jornalismo, equivalente a 55% dos colaboradores.

#### Apresentadores
- Andréa Silva[192]
- Danilo Ribeiro[193]
- Dalton Soares[194]
- Camila Marinho[195]
- Camila Oliveira[196]
- Fernando Sodake[197]
- Georgina Maynart[198]
- Luana Assiz[199]
- Luana Souza[200]
- Paula Magalhães[201]
- Rainan Peralva[148]
- Ricardo Ishmael[202]
- Vanderson Nascimento[203]

#### Repórteres
- Adriana Oliveira[204]
- Beatriz Oliveira[205]
- Costta Filho[206]
- Eduardo Oliveira[207]
- Felipe Oliveira[208]
- Filipe Costa[209]
- Gabrielle Gomes[210]
- Giana Mattiazzi[211]
- Juliana Cavalcante[212]
- Lisboa Júnior[213]
- Lucas Almeida[214]
- Mauro Anchieta[215]
- Müller Nunes[216]
- Phael Fernandes[217]
- Renan Pinheiro[218]
- Sérgio Pinheiro[219]
- Tarsilla Alvarindo[220]
- Tiago Reis[221]
- Victor Silveira[222]

### Membros antigos
Abaixo, estão relacionados alguns dos apresentadores e repórteres que já fizeram parte da equipe da TV Bahia. Os profissionais mais antigos da lista são Cristina Barude, Ivan Pedro e Paulo Gil, que estiveram na emissora a partir de sua inauguração, em 10 de março de 1985.
- Acácia Lirya[223]
- Adriana Quadros[224]
- Adriano Kirche[225]
- Aldri Anunciação[226]
- Alessandro Timbó[227]
- Alexandre Leal[228]
- Ana Borges[229]
- Andrea Prass[230]
- Anna Valéria[46]
- Briza Menezes[231]
- Camilla Sales[232]
- Carlos Lacerda Neto[233]
- Carlos Viana[234]
- Casemiro Neto[235]
- Christina Miranda[236]
- Clara Albuquerque[237]
- Cristina Barude[238]
- Darino Sena[239]
- Denis Rivera[240]
- Emmerson José[241]
- Fabiana Ferraz[225]
- Flávia Mendonça[242]
- Genildo Lawinscky[243]
- Giácomo Mancini[244]
- Gustavo Castelucci[245]
- Ivan Andrade[246]
- Ivan Pedro[247]
- Jackson Costa[248]
- Jefferson Beltrão[249]
- Jessica Senra[250]
- Jéssica Smetak[251]
- Júnia Melo[252]
- Jony Torres[253]
- Jorge Allan Vivas[254]
- Jorge Portugal[255]
- José Eduardo[256]
- José Raimundo[257]
- Karla Burlacchini[258]
- Kátia Guzzo[259]
- Liliane Reis[260]
- Lívia Calmon[261]
- Marcus Pimenta[262]
- Maria Menezes[263]
- Mariana Aragão[264]
- Matheus Carvalho[239]
- Michelle Marie Magalhães[265]
- Naiá Braga[266]
- Pablo Vasconcelos[267]
- Patrícia Abreu[268]
- Patrícia Nobre[244]
- Paula Trainer[269]
- Paulo Brandão[270]
- Paulo Gil[68]
- Paulo Lafene[271]
- Paulo Renato Soares[272]
- Pedro Canísio[273]
- Pedro Sento Sé[274]
- Ramon Ferraz[275]
- Raphael Marques[253]
- Raquel Porto Alegre[276]
- Regina Coeli[277]
- Renata Menezes[278]
- Renato Aguiar[279]
- Ricardo Fontes[280]
- Robson do Val[281]
- Silvana Freire[128]
- Silvia Resende[282]
- Thaic Carvalho[283]
- Thiago Mastroianni[284]
- Valber Carvalho[285]
- Wagner Moura[265]
- Wanda Chase[286]